# Overland Park
Overland Park és una població dels Estats Units a l'estat de Kansas. Segons el cens del 2008 tenia 173.250 habitants.

## Demografia
Segons el cens del 2000, Overland Park tenia 149.080 habitants, 59.703 habitatges, i 39.702 famílies. La densitat de població era de 1.014,3 habitants/km².
Dels 59.703 habitatges en un 33,9% hi vivien nens de menys de 18 anys, en un 56,8% hi vivien parelles casades, en un 7,4% dones solteres, i en un 33,5% no eren unitats familiars. En el 27,4% dels habitatges hi vivien persones soles el 7,7% de les quals corresponia a persones de 65 anys o més que vivien soles. El nombre mitjà de persones vivint en cada habitatge era de 2,47 i el nombre mitjà de persones que vivien en cada família era de 3,06.
Per edats la població es repartia de la següent manera: un 26,2% tenia menys de 18 anys, un 7% entre 18 i 24, un 32,5% entre 25 i 44, un 23% de 45 a 60 i un 11,4% 65 anys o més.
L'edat mediana era de 36 anys. Per cada 100 dones de 18 o més anys hi havia 90,1 homes.
La renda mediana per habitatge era de 62.116$ i la renda mediana per família de 77.176$. Els homes tenien una renda mediana de 52.072$ mentre que les dones 34.186$. La renda per capita de la població era de 32.069$. Entorn del 2,1% de les famílies i el 3,2% de la població estaven per davall del llindar de pobresa.

## Poblacions més properes
El següent diagrama mostra les poblacions més properes.